# Reginacharlottia
Reginacharlottia (лат.) — род клещей (Sejoidea), единственный в составе семейства Reginacharlottiidae из отряда Mesostigmata. 2 вида (Австралия, Бразилия).

## Описание
Длина тела около 1 мм; самки — 875—1200 µm (ширина — 770—1100 µm), самцы мельче — 640 µm (ширина — 460 µm). Среди уникальных признаков рода и семейства, в том числе, перистые межкоготковые выступы (наросты) хелицер, сильно редуцированный генитальный диск самок и сильно модифицированная анальная область, покрытая парой гипертрофированных преанальных щетинок; постанальная сета отсутствует. Взрослая самка R. lordhowensis производит до дюжины яиц с уже полностью развитыми в них молодыми личинками; у личинок также отсутствуют постанальные сеты, но есть уникальный пигидиальный бугорок, который возможно используется для разрыва и выхода из яичных оболочек. Гениталии самцов открываются между тазиками 3-й пары ног. Австралийский вид обнаружен в лесу с преобладанием растений Cleistocalyx/Chionanthus и пальм Howea forsteriana, а бразильский вид найден на жгутоногом пауке Trichodamon froesi Mello-Leitão, 1940 (Arachnida: Amblypygi: Phyrnidae).

## Систематика
Reginacharlottia сочетает как примитивные, так и уникальные продвинутые признаки строения. Своими перистыми межкоготковые выступами хелицер отличается от других представителей надсемейства Sejoidea (но сходный признак есть у Trigynaspida, другого подотряда Mesostigmata). Как и у других Sejoidea дорсальный диск отличается микроскульптурной орнаментацией. Специфические бугорки личинок для разрыва оболочек яйца ранее были известны в отряде Prostigmata, но также не отмечались у представителей отряда Mesostigmata. Известно 2 вида.
- Reginacharlottia braziliensis Walter, 2013 — Бразилия (Bahia State)
- Reginacharlottia lordhowensis Walter, 2013 — Остров Лорд-Хау (Австралия)

## Этимология
Род Reginacharlottia был впервые описан в 2013 году австралийским акарологом Дэвидом Валтером (David Evans Walter; University of the Sunshine Coast, Maroochydore, Квинсленд, Австралия) и назван по имени флагманского корабля британского адмирала лорда Ричарда Хау (HMS Queen Charlotte). Этот трёхмачтовый парусный корабль (длина 58 м) участвовал в морском сражении Славное первое июня (Third Battle of Ushant) с неясным исходом. Тактическая победа тогда была у Великобритании, но стратегический успех у Франции. Автор нового таксона использовал это, как намёк на запутанный набор его характерных признаков.